# Fairey Swordfish
Swordfish (med øgenavnet Stringbag; indkøbsnet) var et hangarskibsbaseret britisk biplan, bygget af Fairey-flyfabrikken.
Royal Air Force havde fået monopol på britisk militærflyvning. Det udmøntede sig bl.a. i at man negligerede hangarskibsfly betragtelig. Fairey Swordfish var forældet allerede da det fløj første gang i 1934, men Royal Navy måtte tage til takke med flyet. Den lave flyvehastighed havde dog flere fordele. Det var nemmere at lande på et gyngende hangarskib, torpedoer skulle kastes ved lav fart, og fjendens skytter var ikke vant til at skyde efter så langsomme fly.
Fairey Swordfish blev anvendt til rekognoscering, og havde tre besætningsmedlemmer; pilot, navigatør og radiotelegrafist/agterskytte. Torpedomissioner blev fløjet uden navigatøren. Ved Slaget ved Taranto d. 12. november 1940 sænkede 21 Swordfish-fly et italiensk slagskib, og beskadigede to mere. Den tyske Kriegsmarines store enheder kunne ikke sejle ind Middelhavet, og Vichy-Frankrig havde mistet slagskibe ved angrebet ved Mers-el-Kébir i juli 1940. Det stækkede aksemagternes flådestyrke i Middelhavet kraftigt.
Den 26. maj 1941 i Slaget i Danmarksstrædet torpederede Swordfish-fly det topmoderne tyske slagskib Bismarck, så det mistede styreevnen. Derefter kunne de britiske slagskibe sænke Bismarck.
Fairey Swordfish blev også brugt til at finde og nedkæmpe tyske ubåde. Flyene blev bl.a. brugt fra eskortehangarskibe og anvendte dybdebomber. Fairey Swordfish klarede sig ikke så godt mod fjender med hangarskibe, ved angrebet i det Indiske ocean i april 1942 nedskød japanerne Swordfish-fly ved Ceylon. 

## Udvikling
Efterfølgeren Fairey Albacore havde problemer med Bristol Taurus-motoren, og levede ikke op til forventningerne. Royal Navy måtte derfor fortsætte med Swordfishen resten af krigen. Swordfish Mk II fik forstærket vingerne, så den kunne affyre otte tretommers RP-3-raketter mod skibsfart. Swordfish Mk III havde en ASV-radar (Air-to-Surface Vessel) mellem de faste understelsben.    